# Campiglossa transversa
Campiglossa transversa är en tvåvingeart som beskrevs av Hardy och Drew 1996. Campiglossa transversa ingår i släktet Campiglossa och familjen borrflugor. Inga underarter finns listade.